# Giuseppe Leo
Giuseppe Leo (* 30. Januar 1995 in München) ist ein deutsch-italienischer ehemaliger Fußballspieler.

## Karriere
Leo begann seine Karriere in der Jugendabteilung des FC Bayern München. Nach zahlreichen Einsätzen für die U-17, U-19 und in der UEFA Youth League stieg er 2014 in den Kader der zweiten Mannschaft des FC Bayern München auf. Dort kam er wegen eines Kreuzbandrisses zu keinem Einsatz und wechselte 2015 zur zweiten Mannschaft des FC Ingolstadt in die viertklassige Regionalliga Bayern. Gegen Ende der Saison 2016/17 stand Leo viermal im Kader der Bundesligamannschaft des FC Ingolstadt, kam jedoch zu keinem Einsatz. Sein 2017 auslaufender Vertrag wurde im Sommer 2017 nicht verlängert.
Nach kurzer Vereinslosigkeit verpflichtete ihn im September 2017 der Drittligist Karlsruher SC. Dort unterzeichnete er einen bis zum 30. Juni 2018 laufenden Vertrag. Sein Profi-Debüt gab er am 24. September 2017 (10. Spieltag) beim 2:0-Sieg im Heimspiel gegen den FC Rot-Weiß Erfurt, als er in der Nachspielzeit für den verletzten Marvin Wanitzek eingewechselt wurde. Zu einem weiteren Einsatz für die erste Mannschaft kam es nicht mehr, lediglich für die zweite Mannschaft kam er zu insgesamt 14 Einsätzen in der Oberliga Baden-Württemberg.
Sein auslaufender Vertrag wurde am Ende der Saison nicht erneuert und somit wechselte Leo per 1. Juli 2018 zum Schweizer Zweitligisten FC Aarau, wo er einen Zweijahresvertrag unterzeichnete. Der auslaufende Vertrag wurde nicht verlängert und Leo beendete anschließend seine aktive Laufbahn.